# 천원첸
천원첸(중국어 정체자: 陳文茜, 병음: Chén Wénqiàn, 1958년 3월 25일 ~ )은 대만의 언론인 겸 시사평론가이다.